# Костково (Шимский район)
Костково — деревня в Шимском районе Новгородской области в составе Медведского сельского поселения.

## География
Находится в западной части Новгородской области на расстоянии приблизительно 9 км на запад-северо-запад по прямой от районного центра поселка Шимск на правом берегу реки Мшага.

## История
На карте 1847 года уже была отмечена как поселение с 36 дворами. В 1907 году здесь (Медведская волость Новгородского уезда Новгородской губернии) было учтено две деревни с одинаковым названием с 58 и 62 дворами.

## Население
Численность населения: 293 или 222 (1907 год, см. выше), 5 (русские 100 %) в 2002 году, 4 в 2010.